# Elgi
Der Elgi (russisch Эльги; jakutisch Эльгэ) ist ein linker Nebenfluss der Indigirka in der Republik Sacha in Ostsibirien.
Der Elgi entsteht am Zusammenfluss von Degdega (24 km) und Kao (13 km). Er durchfließt das Elgi-Hochland (Эльгинское плоскогорье) in einem Bogen – zuerst nach Westen, dann nach Norden und schließlich in östlicher Richtung. Er trifft nach 394 km auf den Oberlauf der Indigirka. Das Einzugsgebiet des Elgi umfasst 68.200 km². Zwischen Juni und Mitte September führt der Elgi Hochwasser. 42 km oberhalb der Mündung beträgt der mittlere Abfluss (MQ) 106 m³/s. Zwischen Oktober und Ende Mai ist der Elgi eisbedeckt. Größere Nebenflüsse des Elgi sind Utatschan, Tobytschan von links sowie Ajaba und Bolschoi Selerikan von rechts.